# Murder Corporation
Murder Corporation, pseudonimo di Moreno Daldosso, anche conosciuto come Mortar (...), è un musicista italiano di area power electronics.

## Biografia
Murder corporation è il principale progetto musicale di Moreno Daldosso. Fondato nel 1992, il progetto prende dichiaratamente ispirazione da artisti come Merzbow, NON, Maurizio Bianchi e Sutcliffe Jugent.
Dopo un primo esperimento composto da registrazioni ambientali ed elaborazione di onde corte pubblicato con l'omonimo titolo, pubblicò i seguenti Victims e Final Solution, in cui l'autore traccia le linee sonore che lo caratterizzeranno nella propria evoluzione musicale.
Nel 1993 con il titolo Butcher Meat pubblica il primo nastro per la Murder Release, etichetta dello stesso Daldosso per cui in seguito incideranno artisti come Maurizio Bianchi, Sacher-Pelz, Sshe Retina Stimulants, Spiral, Iugula-Thor, Wertham e Atrax Morgue.
Nel 1996 la americana Pure pubblica il primo album per un'etichetta straniera dal titolo New Crimes.
Murder corporation pubblicherà anche con etichette come la greca Perverse Series o la newyorkese Labyrinth.

## Stile
La musica delle prime registrazioni di Murder corporation fu ottenuta sommando rumori di nastri magnetici, registrazioni ed onde corte alla voce distorta. Negli album più tardi Moreno Daldosso utilizzò un Akai S01 ed un tone generator V.C.O.
Artisti da cui dichiara di aver preso ispirazione furono musicisti come Merzbow, William Bennet, Kevin Tomkins e Boyd Rice.

## Discografia

### Album
- 1993 - Murder Corporation (Cassetta, autoproduzione)
- 1993 - Victims (Cassetta C60, autoproduzione)
- 1993 - Butcher Meat (Cassetta C45, Murder Release)
- 1994 - Lager (Cassetta, Murder Release - ristampa su LP 2003, Blade Records)
- 1994 - Schwarz (Cassetta C60, Murder Release - ristampa su CD 2011, Menstrualrecordings)
- 1995 - Caution (Cassetta C48, Murder Release)
- 1995 - Disturbance (2xCassetta C60 + Box, Slaughter Productions)
- 1995 - Atrocity (Cassetta, Old Europa Cafe)
- 1996 - Body Attack (Cassetta, Soffitta Macabra)
- 1996 - New Crimes (CD, Pure)
- 1996 - Carbonized (Cassetta, Murder Release)
- 1997 - Hurt (Cassetta, Self Abuse Records)
- 1997 - Electrodynamics (Cassetta, Labyrinth)
- 1997 - Terminal Procedure (Lp, Murder Release)
- 1997 - Insane Pleasures (Lp, Murder Release)
- 1998 - A Moment In Flesh (CDr, Slaughter Productions)
- 1999 - Snuff (CDr album, Spatter)
- 1999 - Death Files (CD album, Fuoco Records)
- 2000 - Amorphous (CDr, Blade Records)
- 2000 - Zerstoerung Der Ohren (CD, Spatter)
- 2000 - One Life By Murder (CD, Eibon Records)

### Raccolte
- 1993 - Presents The Final Solution (cassetta C45, autoprodotto)
- 1995 - Rule Of Destruction (cassetta S/Sided C60, Murder Release)
- 1995 - Amorphous (cassetta, autoprodotto)
- 1995 - Exenteretion (cassetta, Slaughter Productions)
- 1996 - Perforation (cassetta, BloodLust!)
- 2009 - Maniac Desires (CD, Ars Benevola Mater)
- 2010 - Rotazione Analogica Concentrica (CDr, Ars Benevola Mater)
- 2010 - Auf Wiedersehen (CDr, Ars Benevola Mater)

### Singoli
- 1996 - Gravzone / Random (cassetta, con MPD Perverse Series)
- 1996 - Protoplasma (cassetta, con Armenia Bizarre Audio Arts)
- 1999 - Gaydog (BloodLust!)
- 2002 - Split (CDr con P.O.S.K. - Anaemic Waves Factory)

### Video
- 1995 - Nacht Und Nebel (VHS PAL, Murder Release)
- 1996 - Criminal Inside (VHS PAL, autoprodotto)
- 2011 - Splat Tv (VHS+cassetta, DVDr, Menstrualrecordings)